# Brăilița
Brăilița este un cartier al municipiului Brăila, care a dobândit în timp o proastă reputație.

## În cultura populară
Cartierul Brăilița avea în perioada interbelică reputația unui loc rău famat, murdar și violent, populat cu borfași. Numărul infracțiunilor care aveau loc aici era mult mai ridicat decât în celelalte cartiere ale Brăilei. Aici existau numeroase cârciumi, frecventate de ucigași, de hoți și de alți indivizi dubioși.
Scriitorul român Fănuș Neagu a evidențiat proasta reputație a cartierului Brăilița, descriindu-l astfel în romanul Îngerul a strigat (1968):
| “ | Brăilița care – la data când se petrec lucrurile povestite aici – era, indiscutabil, cel mai insalubru cartier al orașului, mai nenorocit și mai părăginit chiar decât Comorofca lui Panait Istrati, arunca prima, spre centru, cetele de haidamaci care îi clădiseră, cu lovituri învârtite de cuțit, faimă și glorie solidă în lumea borfașilor. Acolo în Brăilița, pe o arie de câteva sute de metri pătrați, de o parte și de alta a podului zbierat în cântece de lăutarii din cele o jumătate de mie de cârciumi: „Și la podu Brăilița, hoții ciorii, mă / mi-au furat hoții căruța”, era capitala barbutului. Până și borna kilometrică, din marginea terasamentului de cale ferată, era punctată ca un zar. | ” |

## Legături externe
- Ioan Munteanu, La început a fost Islazul... Istoria cartierelor Brăilei: Comorofca, Băligoși, Brăilița, Pisc, Nedelcu Chercea, Radu Negru, Editura Ex Libris, Brăila, 2011, ISBN: 978-973-7612-35-9